# Martins Atacado
Martins Comércio e Serviços de Distribuição S.A., conhecida como Martins Atacado, é uma empresa brasileira do setor atacadista e de distribuição. Sediada em Uberlândia, Minas Gerais, foi fundada em 1953 por Alair Martins. É reconhecida como uma das maiores distribuidoras do Brasil, com atuação nacional e um modelo de negócios integrado que combina atacado, logística, soluções financeiras e marketplace.

## História
A empresa teve origem em dezembro de 1953, com a inauguração do armazém “Borges e Martins”, em Uberlândia. Durante os anos 1960, migrou para o modelo atacadista e se formalizou como sociedade anônima em 1972. Em 1973 abriu sua primeira loja própria. A década de 1980 marcou a expansão com a construção de centros de distribuição e novas unidades operacionais.
Em 1990, criou o Tribanco, seu braço financeiro, com foco em oferecer crédito a varejistas. Na década seguinte, diversificou suas atividades com o comércio eletrônico por meio do portal eFácil (2002). Em 2019 lançou oficialmente seu marketplace próprio, ampliando significativamente sua operação digital.

## Estrutura e Áreas de Atuação
O Grupo Martins atua nos segmentos de:
- Atacado e distribuição: comercialização de produtos para pequenos e médios varejistas.
- Logística: operação de centros de distribuição em estados como MG, BA, GO, PB, AM e SP.
- Finanças: com o Tribanco, que oferece crédito e serviços bancários, e a Tricard (cartões private label).
- Marketplace: plataforma online que conecta fornecedores e lojistas de todo o país.

## Modelo de Negócio
A empresa adota um modelo híbrido que combina o formato tradicional (1P) — onde adquire, estoca e revende mercadorias — com o formato marketplace (3P), em que terceiros oferecem seus produtos na plataforma digital da empresa. O relacionamento com o varejo de pequeno porte é central no modelo, com suporte logístico, financeiro e educacional.

## Presença de Mercado
O Martins é considerado um dos maiores atacadistas do Brasil, figurando entre os líderes nos rankings da Associação Brasileira de Atacadistas e Distribuidores (ABAD). Em 2023, obteve faturamento de R$ 6,71 bilhões, sendo líder absoluta em Minas Gerais.

## Unidades e Infraestrutura
A empresa mantém sua sede em Uberlândia e opera diversos centros de distribuição no Brasil. Conta com uma frota de aproximadamente 1.200 caminhões e presença logística nacional. Além disso, oferece soluções digitais de vendas e inteligência comercial.

## Iniciativas Sociais e Sustentáveis
O grupo mantém o Instituto Alair Martins desde 2005, com ações voltadas à educação e empreendedorismo. Também promove programas internos como a Universidade Martins do Varejo e investe em eficiência logística e sustentabilidade ambiental.

## Premiações e Reconhecimento
- 3º lugar no Prêmio Excelência Atacadista Distribuidor (2020)[6]
- Selo RA1000 do Reclame Aqui (2022)